# سيريبروليسين

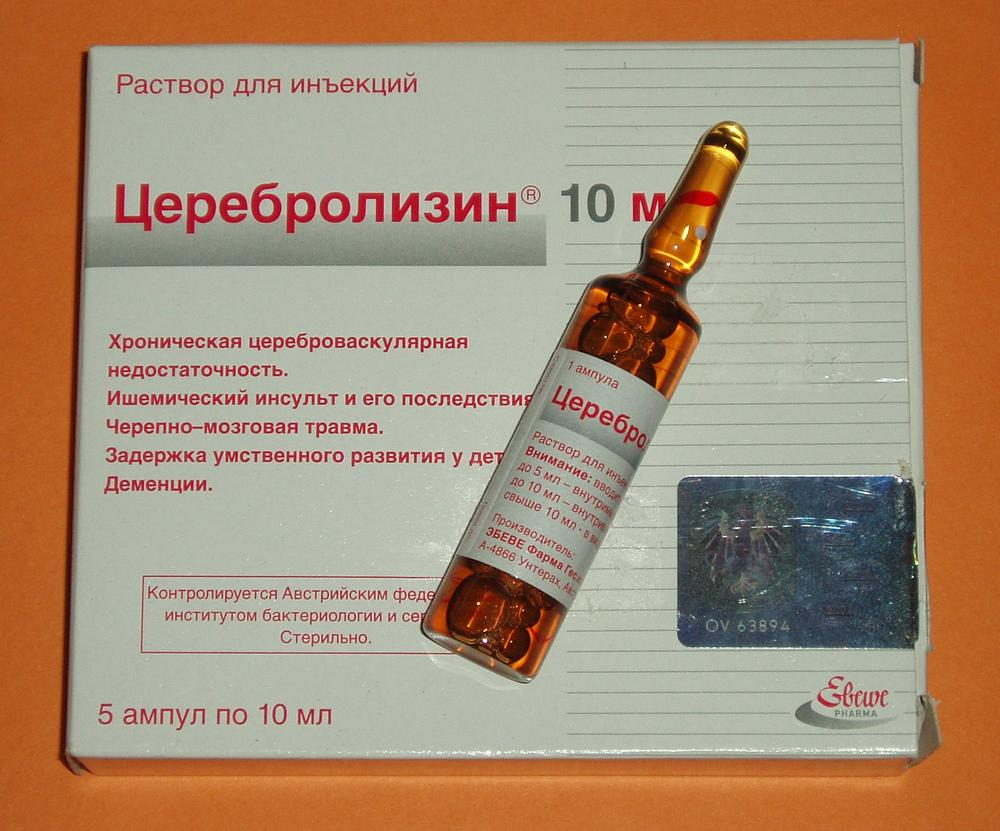

سيريبروليسين (بالإنجليزية: Cerebrolysin)‏ (الاسم الرمز التنموي FPF -1070) هو خليط من الببتيدات المنقاة من أدمغة الخنازير، وتتضمن (ليس على سبيل الحصر) عامل التغذية العصبية المستمد من الدماغ (BDNF)، عامل التغذية العصبية المشتق من خط الخلايا الدبقية (GDNF)، وعامل نمو الأعصاب (NGF)، وعامل التغذية العصبي الهدبي.
على الرغم من استخدام السيريبروليسين في حالات السكتة الدماغية والخرف الوعائي، إلا أنه لا توجد أدلة كافية تدعم هذا الاستخدام. كما يباع السيريبروليسين أيضًا على أنه منشط للذهن.
يوجد بعض الأدلة التجريبية على وجود تأثير مفيد للسيريبروليسين على الوظيفة الإدراكية لدى الأشخاص الذين يعانون من الخرف الوعائي، والذي يحتمل أن يكون من خفض ترسب بروتين نشواني بيتا. كما يستخدم السيريبروليسين على نطاق واسع في روسيا وأوروبا الشرقية والصين وغيرها.